# Берешть-Тазлеу (комуна)
Берешть-Тазлеу, Берешті-Тазлеу (рум. Berești-Tazlău) — комуна у повіті Бакеу в Румунії. До складу комуни входять такі села (дані про населення за 2002 рік):
- Берешть-Тазлеу (1282 особи)
- Бошотень (480 осіб)
- Енекешть (843 особи)
- Прісака (528 осіб)
- Роминешть (479 осіб)
- Тескань (753 особи)
- Турлуяну (1343 особи)

Комуна розташована на відстані 229 км на північ від Бухареста, 22 км на південний захід від Бакеу, 104 км на південний захід від Ясс, 121 км на північний схід від Брашова.

## Населення
За даними перепису населення 2002 року у комуні проживали 5708 осіб.
Національний склад населення комуни:
| Національність | Кількість осіб | Відсоток |
| -------------- | -------------- | -------- |
| румуни         | 5699           | 99,8%    |
| цигани         | 4              | 0,1%     |
| угорці         | 1              | < 0,1%   |
| німці          | 1              | < 0,1%   |

Рідною мовою назвали:
| Мова      | Кількість осіб | Відсоток |
| --------- | -------------- | -------- |
| румунську | 5703           | 99,9%    |
| угорську  | 1              | < 0,1%   |
| німецьку  | 1              | < 0,1%   |

Склад населення комуни за віросповіданням:
| Релігія       | Кількість осіб | Відсоток |
| ------------- | -------------- | -------- |
| православні   | 5314           | 93,1%    |
| римо-католики | 291            | 5,1%     |
| адвентисти    | 92             | 1,6%     |
| бретрени      | 2              | < 0,1%   |
| реформати     | 1              | < 0,1%   |